# 101 (число)
101 е естествено число. Предходното е 100, а следващото 102. То е просто, защото се дели на 1 и на самото число. С римски цифри се записва „CІ“. Произнася се „сто и едно“ (като бройно) или „сто и първи“/„сто и първа“ (като редно).

## В математиката
101 е:
- 26-ото просто число.
- палиндром с основа 10 и така палиндромно просто число.
- просто число на Чен, тъй като 103 също е просто число, което ги прави прости числа близнаци.
- сумата от пет последователни прости числа (13 + 17 + 19 + 23 + 29).
- петият редуващ се факториел.
- единственото съществуващо просто число с редуващи се единици и нули в десетичната бройна система и най-голямото известно просто число от формата 10n + 1.[1]

## В науката
- В минералогията индекс на Милър 101 има кристална плоскост, която пресича хоризонталната ос (а) и 3D вертикалната ос (в), но не пресича 2D вертикалната ос (б).
- Във физиката и химията това е атомният номер на менделевия, актинид.
- В астрономията това е обозначението на Месие, дадено на галактиката Въртележка в Голямата мечка.

## В литературата
Според „Книги в печат“ в наши дни се публикуват повече книги със заглавие, което започва със „101“, отколкото със „100“. Обикновено те представляват списък с елементи, като например 101 начина за ... или 101 въпроса и отговора за... Това е маркетингов инструмент, който се използва, за да внуши на клиента, че му се предоставя някаква допълнителна информация, спрямо книгите, които включват само 100 елемента. Някои поредици допълват тази маркетингова стратегия още повече със заглавия, които започват със „102“, „103“ или „1001“.
Стая 101 е стая за мъчения в романа „1984“ от Джордж Оруел.

## В образованието
В системите за номериране на американските университетски курсове числото 101 често се използва за обозначаване на въвеждащ курс по даден предмет. Тази обща система за номериране е създадена, за да улесни трансфера между колежи. На теория всеки номериран курс в една академична институция трябва да доведе студента до същия стандарт като курс с подобен номер в друга институция. Терминът е въведен за първи път от Университета в Бъфало през 1929 г.
Въз основа на тази употреба терминът „101“ е разширен, за да означава начално ниво на обучение или колекция от уводни материали по дадена тема.

## В други области
- Тайпе 101, най-високият небостъргач в света от 2004 до 2010 г.
- 101-ви километър, условие за освобождаване от ГУЛАГ в Съветския съюз.
- Провинция Рой Ет, провинция в Тайланд. Името се превежда буквално 101 на тайландски език.
- Код за състояние в HTTP, показващ, че сървърът превключва протоколи, както е поискано от клиента.
- При нова разплащателна сметка в САЩ, номерът на първия чек.
- Термин, използван за определяне на броя на клавишите на стандартна компютърна клавиатура.
- 101 е основният полицейски номер за спешни случаи в Белгия.
- 101 е единният номер за спешни случаи, които се отличават с не твърде висока степен на спешност, използван в някои части на Обединеното кралство (Англия и Уелс).[4]
- 101 далматинци.
- Застава 101 е компактен автомобил на бившия югославски автомобилен производител.
- Магистрали с номер 101, най-дългата и известна от които е Магистрала 101 на САЩ.
- 101, албум на Депеш Мод.
- 101 е идентификационният номер на няколко пехотни части в различни армии по света, напр. американските и израелските парашутни бригади.
- 101 беше номерът на опашката на полския самолет Ту-154, който се разби на 10 април 2010 г. при последния си подход към Северното летище на Смоленск, при което загинаха всички на борда, включително президентът Лех Качински и съпругата му. Вижте самолетна катастрофа край Смоленск.
- „l'ordre des Piliers du 101“ е важна студентска асоциация в Белгия от 1977 г. насам.
- В индуизма 101 е щастливо число.